# Золотомушка тайванська
Золотомушка тайванська (Regulus goodfellowi) — вид горобцеподібних птахів родини золотомушкових (Regulidae).

## Поширення
Ендемік Тайваню. Поширений у гірських районах на висоті 2000-3600 над рівнем моря.

## Опис
Дрібний птах завдовжки 9 см та вагою 7 г. Спина, груди, крила та боки оливкового забарвлення. Махові темнішого кольору, криючі — чорні з білою основою. Щоки також оливкові, а потилиця, боки шиї та горло сірі. Навколо очей є чорне кільце, а над очима широка біла смуга, яка біля основи дзьоба з'єднана з вужчою білою смугою, що проходить під очима. Верх голови яскраво-помаранчевий. Хвіст чорний. Дзьоб короткий та вузький, чорнуватого забарвлення.

## Спосіб життя
Мешкає у хвойних та листяних гірських лісах. Активний вдень. Більшу частину дня проводить у пошуках поживи. Комахоїдний. Здобич ловить у польоті або шукає під корою дерев. Даних про розмноження цього виду бракує: однак, є підстави вважати, що вони суттєво не відрізняються від того, що можна спостерігати серед інших видів золотомушок.

## Філогенія
Аналіз мітохондріальної ДНК показав, що вид відокремився від золотомушки жовточубої (Regulus regulus) 3 млн років тому.